# (16358) Плесецк
(16358) Плесецк (лат. Plesetsk) — типичный астероид главного пояса, открыт 20 декабря 1976 года советским астрономом Николаем Черных в Крымской астрофизической обсерватории и 2 апреля 2007 года назван в честь космодрома Плесецк.

## Обнаружение и именование
(16358) Плесецк
Открыт 20 декабря 1976 года в Крымской астрофизической обсерватории Н. С. Черных.
Космодром Плесецк был основан в 1957 году. К концу 1960-х годов он стал главной стартовой площадкой в бывшем Советском Союзе. За полвека его существования с Плесецка было запущено около 2000 спутников — треть от общего числа спутников в мире.
Оригинальный текст (англ.)16358 Plesetsk
Discovered 1976 Dec. 20 by N. S. Chernykh at the Crimean Astrophysical Observatory.
The Plesetsk (Plesetzk) cosmodrome was founded in 1957. By the end of the 1960s it had become the main launching site in the former Soviet Union. About 2000 satellites---one third of the world's total---were launched from Plesetsk during the half century of its existence.
Источники: 20070402/MPCPages.arc; M.P.C. 59385.

## Орбита

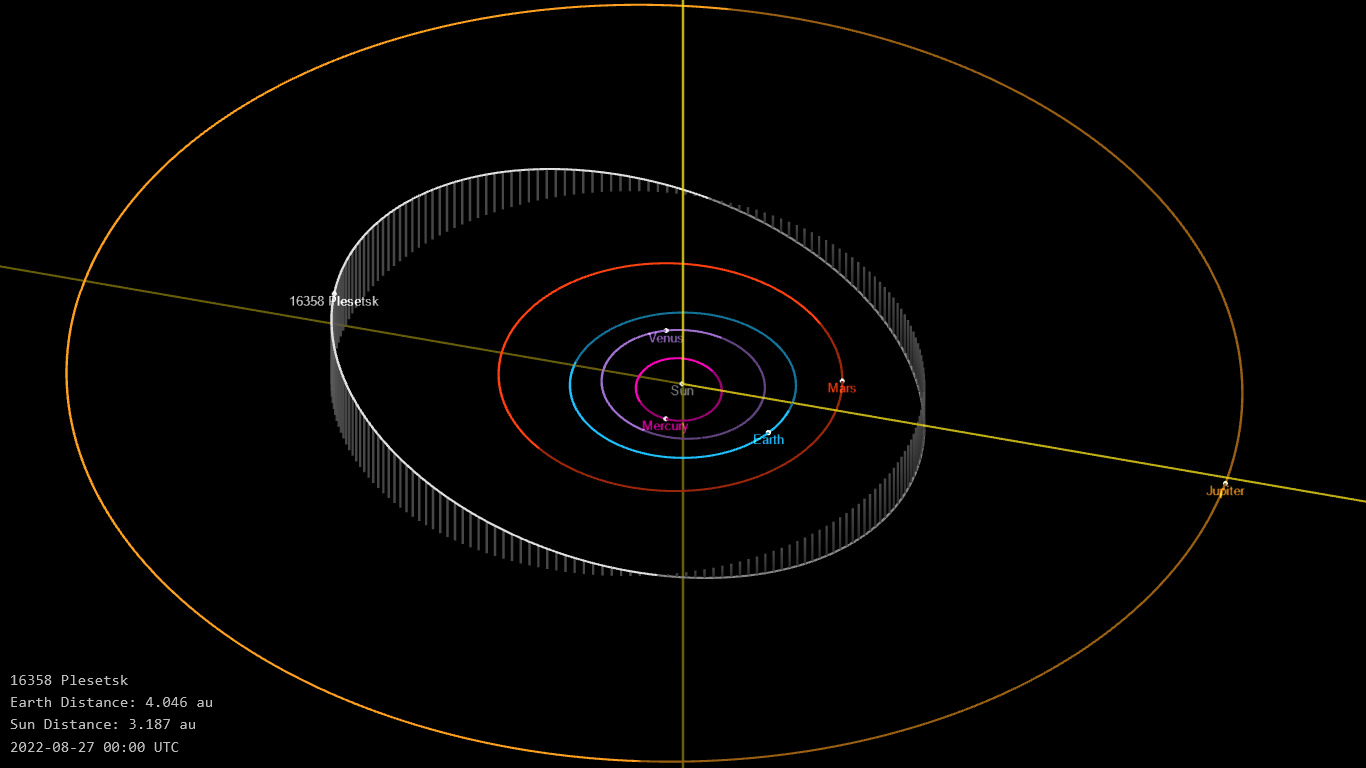
Орбита астероида Плесецк и его положение в Солнечной системе

## Физические характеристики
Астероид относится к таксономическому классу S.
По результатам наблюдений в видимом и ближнем инфракрасном диапазоне космического телескопа NEOWISE диаметр астероида оценивался равным 7,183±0,192 км. Согласно тем же источникам альбедо оценивается как 0,3754±0,0444 и 0,375±0,044.